# Till the Sands of the Desert Grow Cold
Till the Sands of the Desert Grow Cold è un cortometraggio muto del 1914 diretto da Webster Cullison.

## Produzione
Prodotto dalla Eclair American, il film venne girato a Tucson in Arizona.

## Distribuzione
Il film - un cortometraggio di venti minuti - uscì nelle sale cinematografiche statunitensi il 30 settembre 1914, distribuito dall'Universal Film Manufacturing Company.